# Los Hoteles (Santa Cruz de Tenerife)
Los Hoteles es un barrio de la ciudad de Santa Cruz de Tenerife (Canarias, España), que se encuadra administrativamente dentro del distrito de Centro-Ifara.
El nombre de Los Hoteles no hace referencia a la presencia de instalaciones hosteleras, sino a la abundancia de casas unifamiliares relativamente aisladas de las colindantes.
El barrio destaca por poseer muestras de arquitectura ecléctica e historicista de finales del siglo xix hasta mediados del xx, lo que le ha valido a gran parte del barrio el estar catalogado como Bien de Interés Cultural bajo la figura del Conjunto Histórico denominado Barrio de Los Hoteles-Pino de Oro.

## Características
Se trata de un pequeño barrio de 0,14 km² que forma parte integral de la trama urbana de la ciudad. Está situado a casi 1 kilómetro del centro y a una altitud media de 46 m s. n. m.
El barrio forma prácticamente un cuadrilátero irregular entre la Rambla de Santa Cruz y la calle de Méndez Núñez, por un lado, y las calles de Robayna y Numancia, por otro, con centro en la plaza del Veinticinco de Julio. También abarca las manzanas entre la Rambla de Santa Cruz y la calle de María Cristina, así como las ubicadas entre la avenida del Veinticinco de Julio, la Rambla de Pulido y la calle de Jesús y María.
Los Hoteles cuenta con los centros educativos Universidad de la Tercera Edad, la Academia de Seguridad Local y el Colegio Hispano Inglés, las iglesias de San Jorge y de Nuestra Señora de la Salud, varias farmacias y oficinas bancarias, y una oficina de Correos. Aquí se localiza la plaza del Veinticinco de Julio, conocida popularmente como plaza de Los Patos.
En el barrio se localizan además la Subdelegación del Gobierno y el edificio del Ayuntamiento de Santa Cruz de Tenerife, así como la Capitanía General del Gobierno de Canarias, la 5ª Subinspección General del Ejército, la Subdelegación de Defensa en Santa Cruz de Tenerife y la Consejería de Sanidad y Consumo. También se hallan aquí la sede de la Policía Nacional en Santa Cruz, el Consulado Honorario de la República Eslovaca, el Banco de España y el Hotel Colón Rambla.

## Historia
Este barrio surgió durante el ensanche de la ciudad en el siglo xix, concebido como un conjunto residencial en cuyo trazado se siguió la tipología urbana de ciudad jardín. La rapidez y uniformidad de su construcción, acometida en las últimas décadas de aquel siglo, favoreció la creación de un conjunto homogéneo de viviendas. Aquí se puede rastrear la arquitectura de autores como Mariano Estanga, Manuel de Cámara, Antonio Pintor Ocete, Domingo Pisaca, José Blasco, José Enrique Marrero Regalado y Miguel Martín-Fernández de la Torre.
El barrio acogió a principios del siglo xx a los ricos propietarios de plataneras residentes en la capital y, sobre todo, a la nueva burguesía de negocios que controlaba el tráfico mercantil del puerto, especialmente los extranjeros. El barrio terminó por ser la zona residencial de la clase política santacrucera,y de muchos de los apellidos de firmas comerciales y gran parte de los profesionales.

## Demografía
| Año        | 2005  | 2006  | 2007  | 2008  | 2009  | 2010  | 2016  |
| ---------- | ----- | ----- | ----- | ----- | ----- | ----- | ----- |
| Habitantes | 4 224 | 1 687 | 1 686 | 1 705 | 1 710 | 1 724 | 1 553 |

## Transporte público
En autobús queda conectado mediante las siguientes líneas de Titsa: 
| Línea | Trayecto                                                                           | Recorrido |
| ----- | ---------------------------------------------------------------------------------- | --------- |
| 903   | Bº La Alegría - Muelle Norte - Ramblas - Chamberí - Cementerio - Moraditas de Taco | Recorrido |
| 905   | Muelle Norte - Barrio de Ofra                                                      | Recorrido |
| 911   | Muelle Norte - Ramblas - Cruz del Señor - Barrio de La Salud - Cuesta Piedra       | Recorrido |
| 912   | Intercambiador - Ifara - Los Campitos                                              | Recorrido |
| 921   | Intercambiador - Avenida Reyes Católicos - Intercambiador                          | Recorrido |

## Lugares de interés

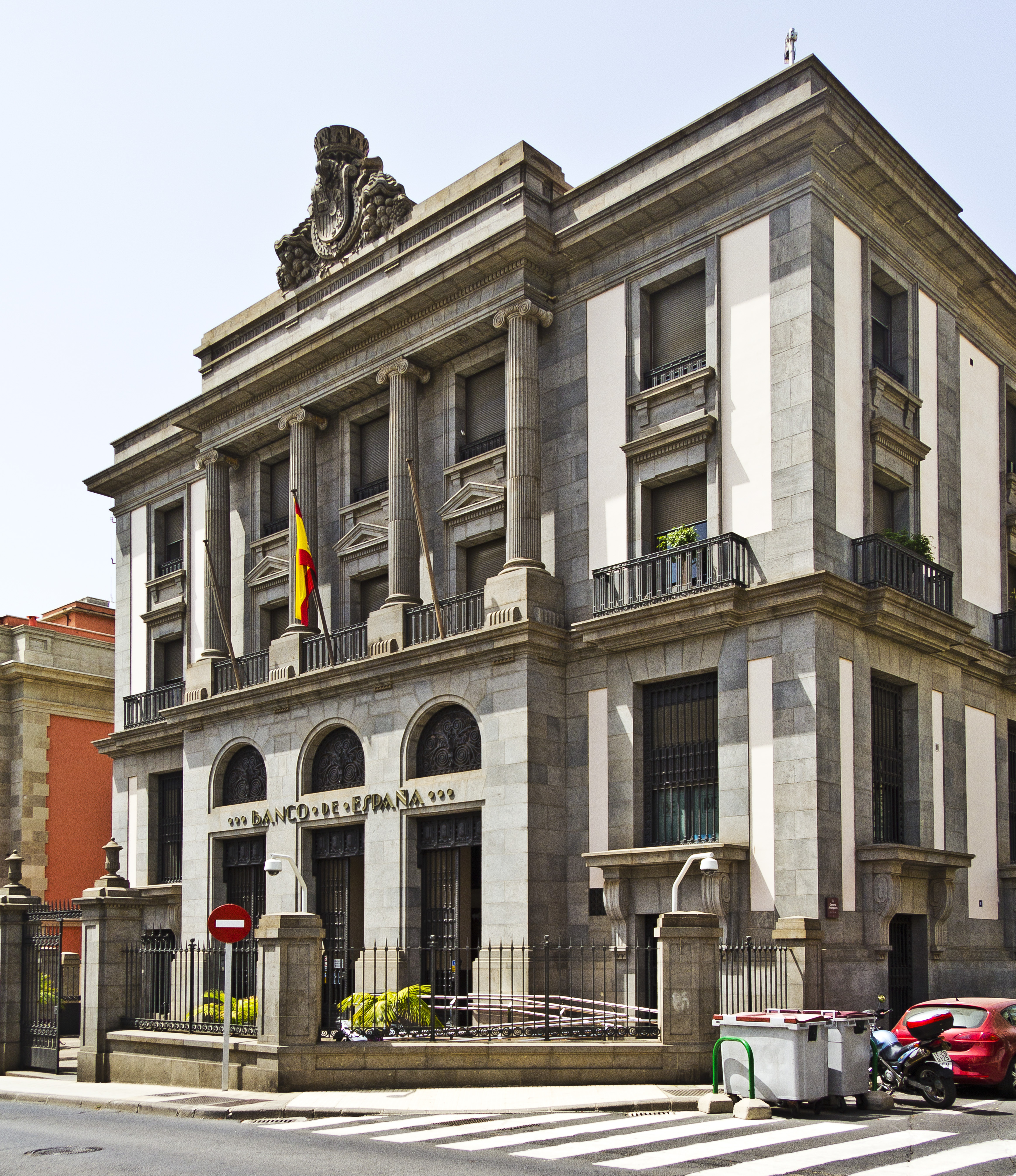
Edificio del Banco de España.

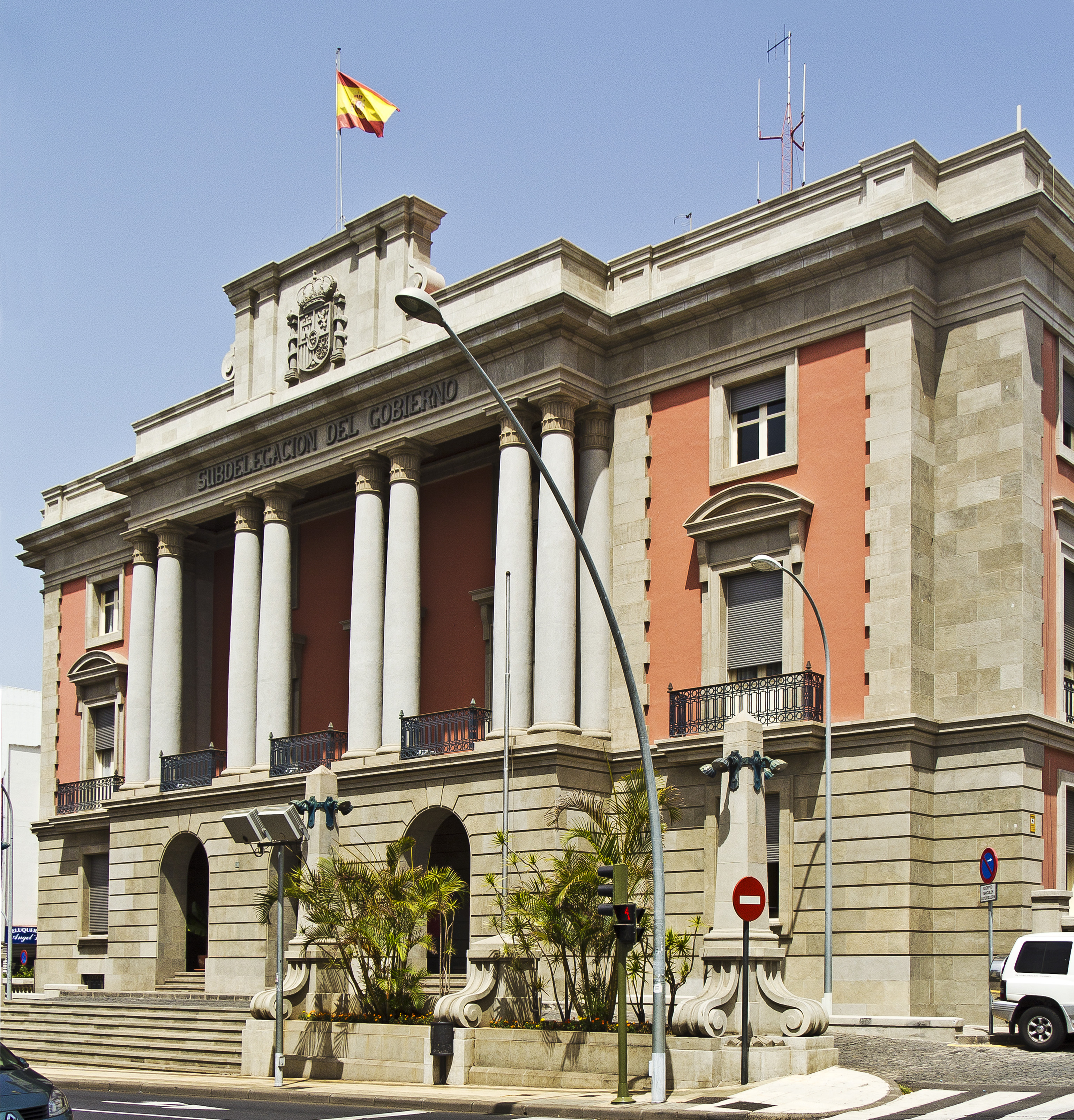
Edificio de la Subdelegación del Gobierno.

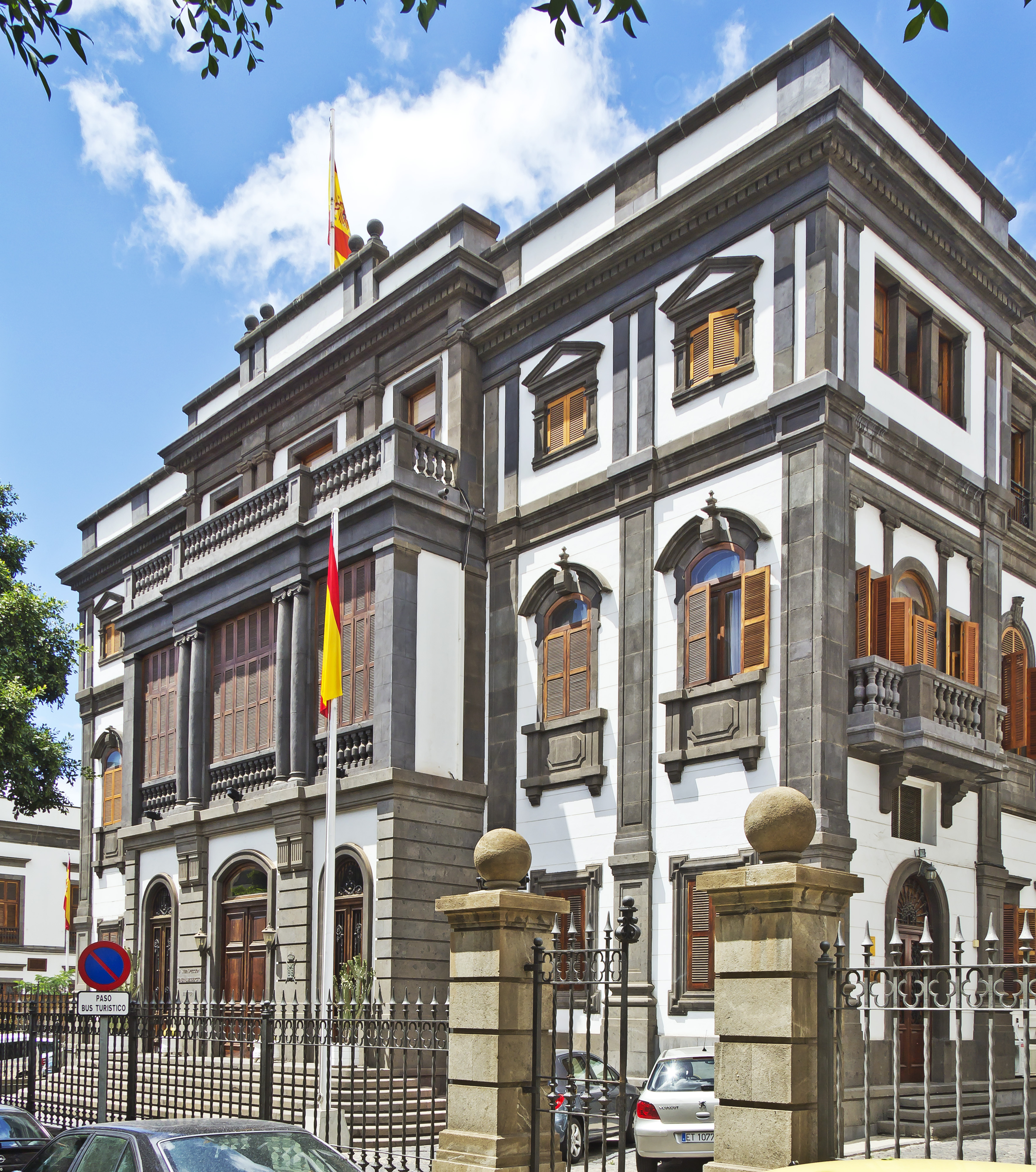
Jefatura de Intendencia. Gobierno Militar.

- Ayuntamiento de Santa Cruz de Tenerife
- Subdelegación del Gobierno
- Palacio de la Capitanía General de Canarias
- Plaza del Veinticinco de Julio
- Rambla de Santa Cruz
- Avenida del Veinticinco de Julio
- Hotel Colón Rambla***
- Iglesia de San Jorge
- Construcciones del Conjunto Histórico Barrio de Los Hoteles-Pino de Oro:
  - Palacete Martí Dehesa
  - Edificio Villasegura
  - Edificio Arroyo
  - Antigua Escuela Fides
  - Casa Foronda
  - Casa García Morales
  - Casa Quintero García
  - Casa Richardson Armas
  - Casa Méndez Arce
  - Casa Garabote
  - Casa Fragoso
  - Casa Samsó
  - Casa Pérez Alcalde
  - Casa Armas Marrero
  - Casa Ledesma
  - Edificio Garabote
  - Edificio Hermanas Gil
  - Edificio Fernández
  - Edificio Lecuona
  - Edificio Juan Vidal
  - Clínica Capote
  - Clínica Pompeya Edificio Roma
  - Farmacia Castelo
  - Institución Villasegura
  - Villa Paz
  - Jefatura de Asuntos Económicos  del Mando de Canarias
  - Antiguo Cine Rex
  - Banco de España
  - Convento de Siervas de María
  - Edificaciones singulares en la Rambla de Santa Cruz y las calles del Veinticinco de Julio, Numancia, General O'Donnell, General Antequera, Viera y Clavijo, Jesús y María, Costa y Grijalba, Benavides, María Cristina, Pi y Margall, y Méndez Núñez

## Galería

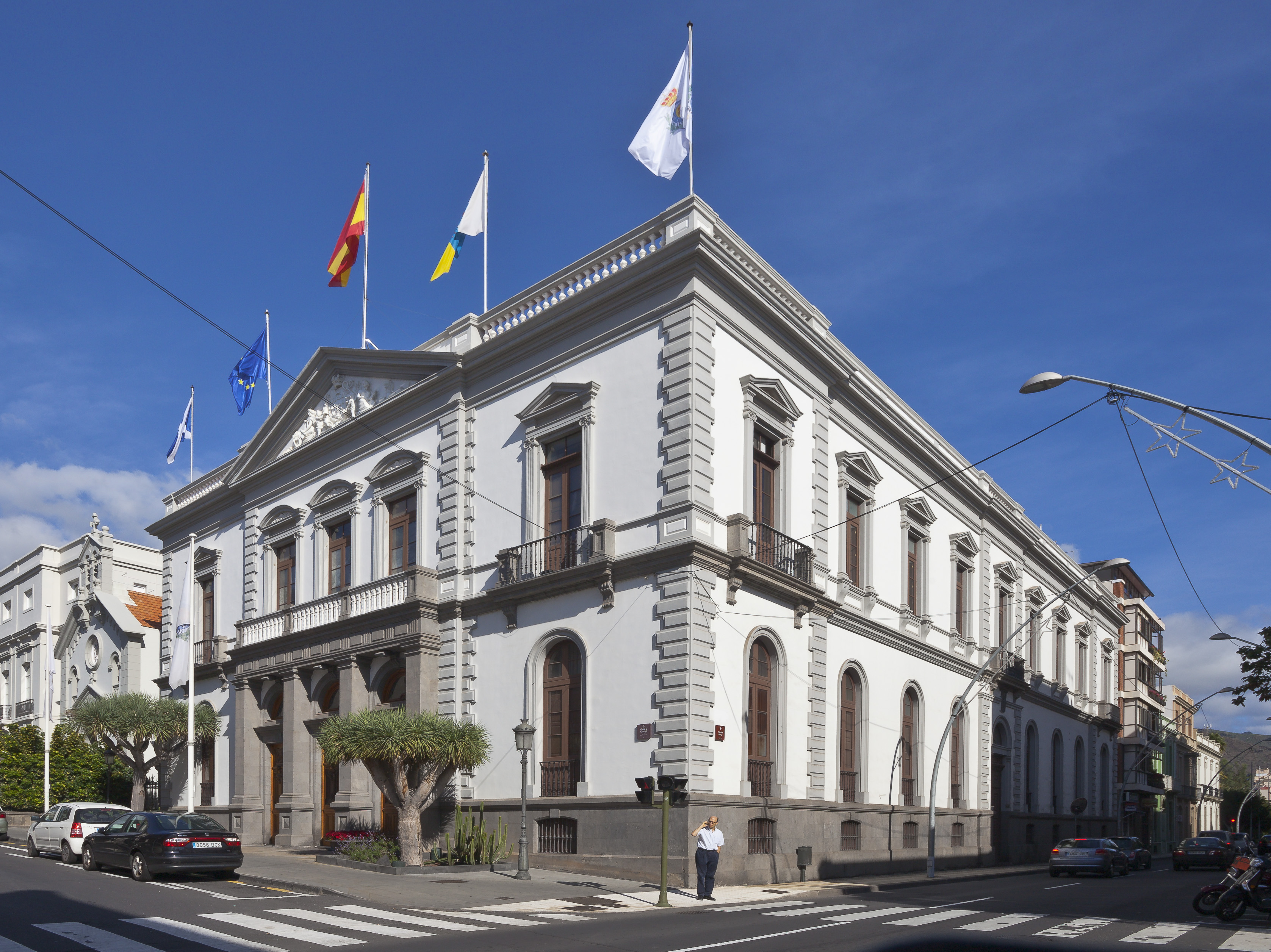
Fachada del Ayuntamiento de Santa Cruz de Tenerife.
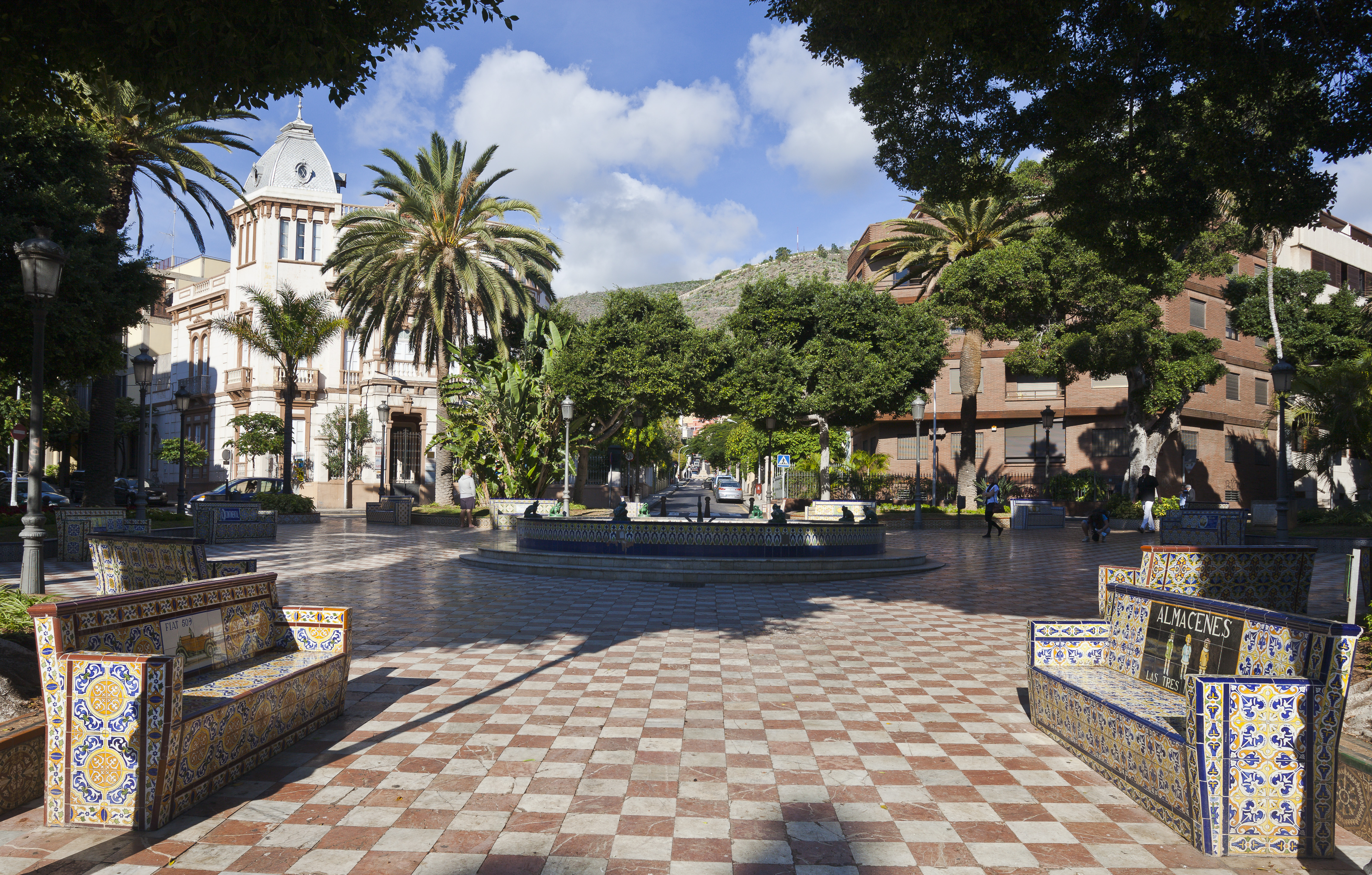
Plaza de 25 de Julio.
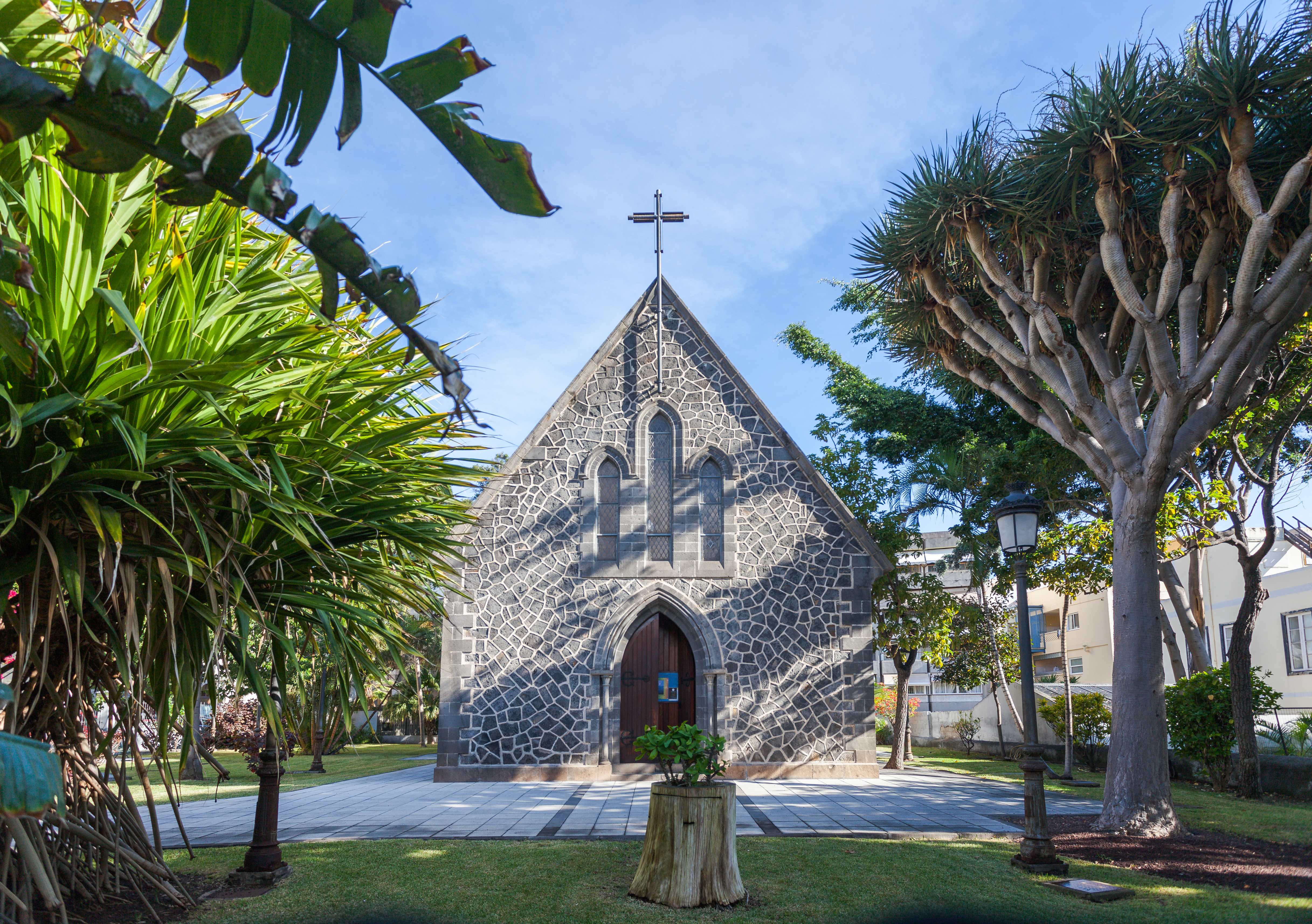
Iglesia de San Jorge.
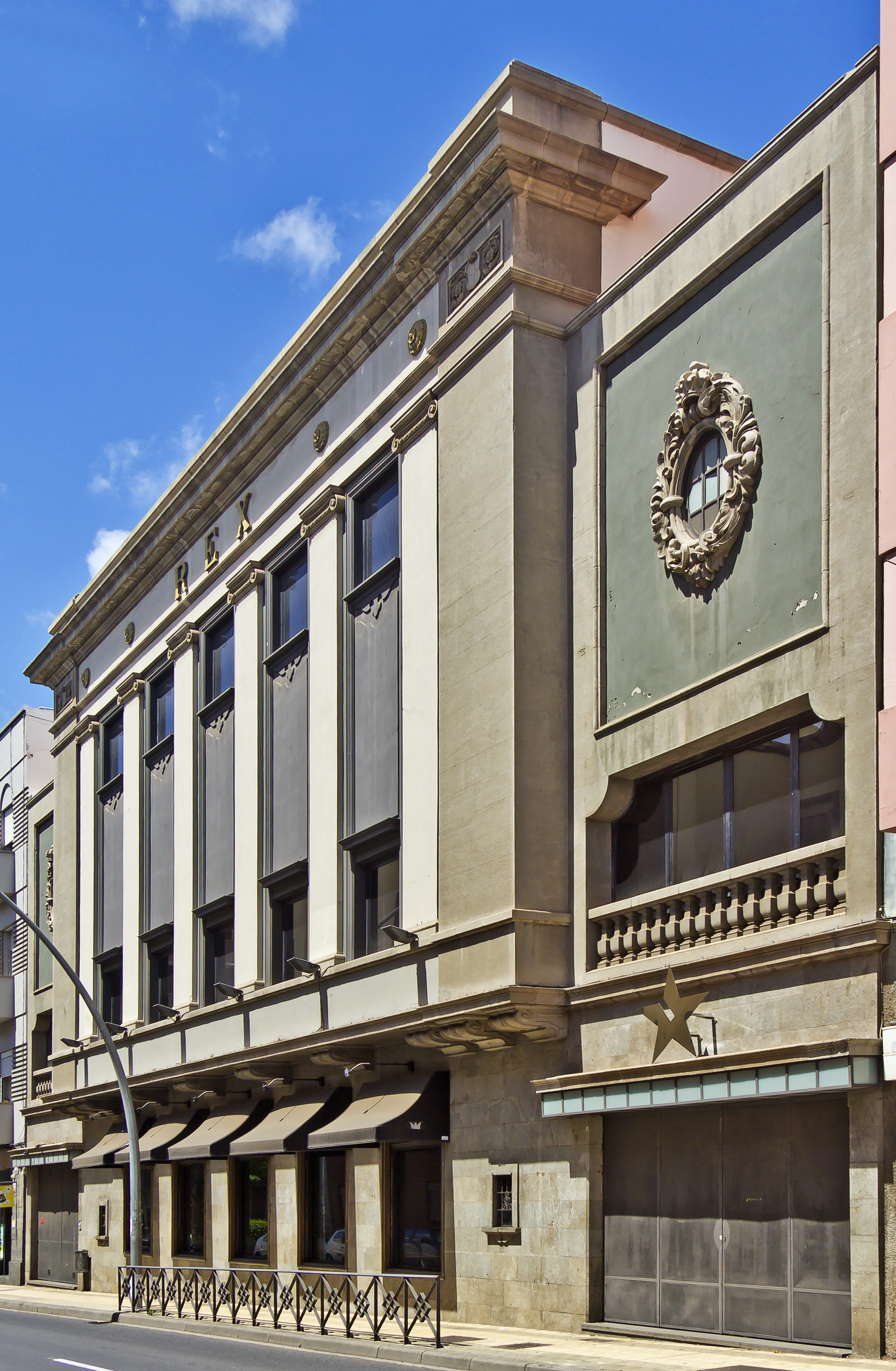
Antiguo Cine Rex.
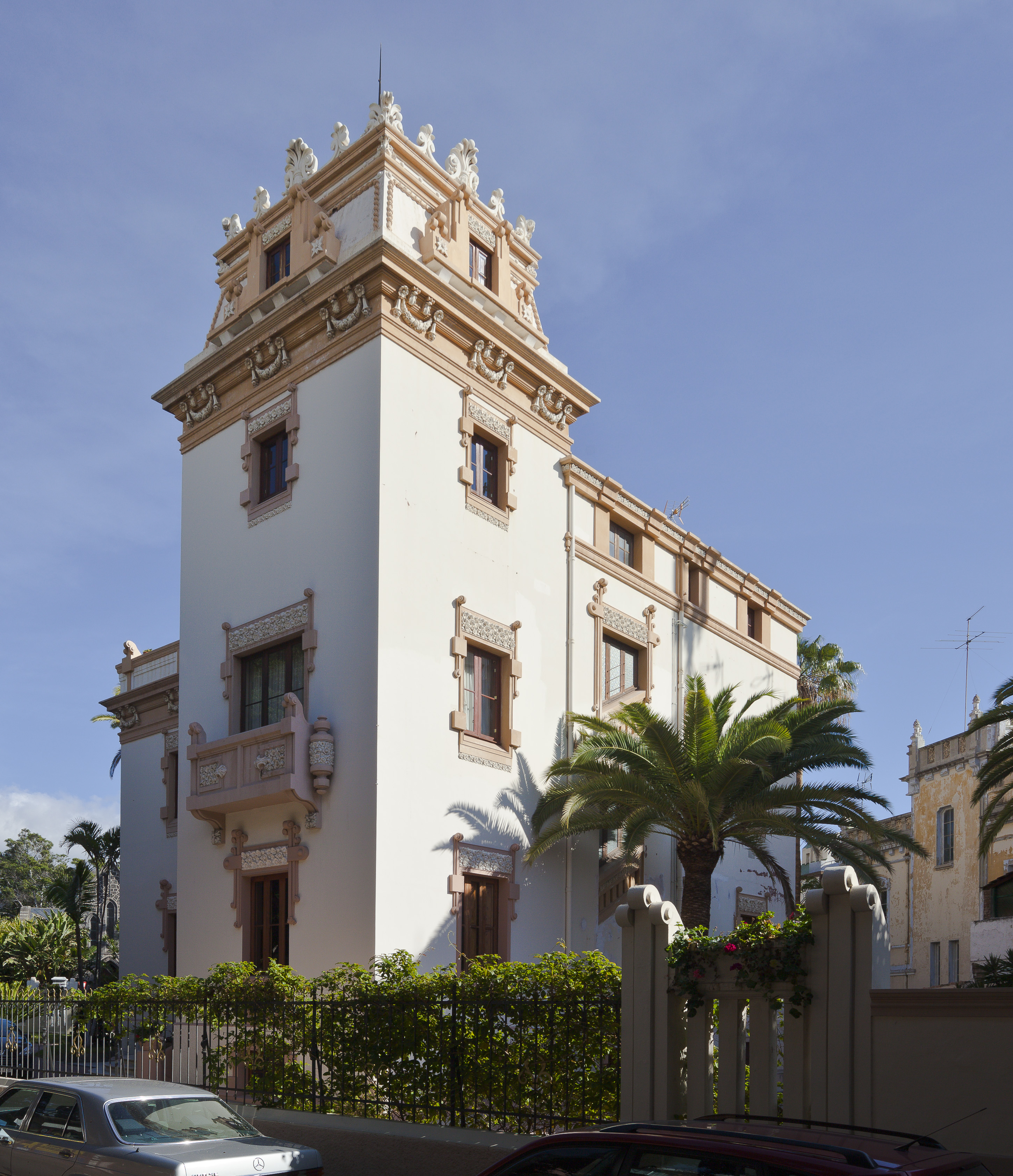
Clínica privada.